# Côté match
Côté match est une émission de télévision française diffusée sur France 2 et présentée par Laurent Luyat jusqu'au 31 décembre 2013.

## Principe
L'émission a pour vocation de débattre, aider les téléspectateurs en pari sportif (surtout sur le football) avec les consultants football de France Télévisions (surnommés les experts) dans une ambiance bon enfant. Du lundi au vendredi, un consultant pronostique sur un match chaque journée et le samedi, quatre experts sont présents et pronostiquent, en général, sur trois matchs du week-end.

## Consultants
- Didier Roustan
- Basile Boli
- Emmanuel Petit
- Xavier Gravelaine
- Jérôme Alonzo

## Blogueurs
Au départ, deux blogueurs sont présents. Ils font des paris après les experts sur les mêmes matchs et disposent au total de 50 €. Depuis, un seul blogueur intervient et généralement sur un seul match. Il donne en général un pari différent des types 1,N,2, misant plutôt sur un score, un résultat à la mi-temps etc.
Voici la liste de blogueurs ayant apparus au moins une fois :
- Nadim Noureddine
- Kevin Rapp
- Nicolas Schneder
- Lucie Morlot
- Laurent Colin
- Olivier Goulan
- Stéphane Vasselon
- Stéphane Pelletier